# Božice
Božice (en allemand : Possitz) est une commune du district de Znojmo, dans la région de Moravie-du-Sud, en République tchèque. Sa population s'élevait à 1 591 habitants en 2024.

## Géographie
Božice est arrosée par la Jevišovka, un affluent de la Dyje, et se trouve à 18 km à l'est de Znojmo, à 47 km au sud-ouest de Brno et à 193 km au sud-est de Prague.
La commune est limitée par Čejkovice au nord, par Břežany, Pravice et Šanov à l'est, par Velký Karlov, Hrádek, Křídlůvky et Valtrovice au sud, et par Krhovice et Borotice à l'ouest.

## Histoire
La première mention écrite de la localité date de 1225.

## Transports
Par la route, Božice se trouve à 21,3 km de Znojmo, à 55 km de Brno et à 225 km de Prague.